# Sphaeromides virei
Sphaeromides virei is een pissebed uit de familie Cirolanidae. De wetenschappelijke naam van de soort is voor het eerst geldig gepubliceerd in 1923 door Alessandro Brian.